# Moelleria costulata
Moelleria costulata är en snäckart som först beskrevs av Moller 1842.  Moelleria costulata ingår i släktet Moelleria och familjen turbinsnäckor. Inga underarter finns listade i Catalogue of Life.

## Bildgalleri

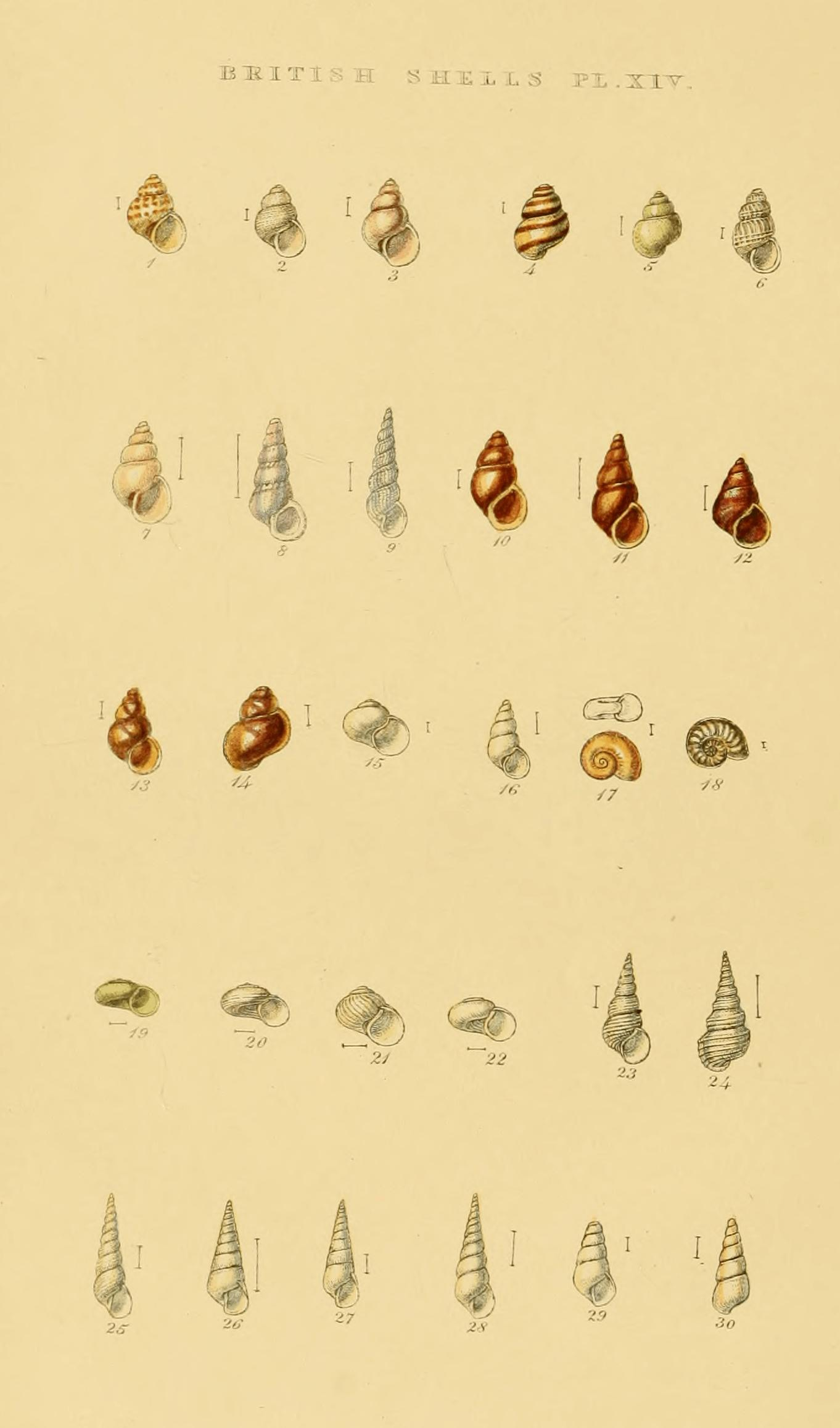